# K-9 Mail
K-9 Mail é um aplicativo de mail independente para o sistema operacional Android. Está disponível como Software Livre/Open Source do Android sob a Licença Apache versão 2.0. O programa é comercializado como um substituto mais funcional para o aplicativo de email padrão incluída na maioria dos telefones. Ele suporta tanto o POP3 e caixas de mail IMAP e suporte IMAP IDLE para notificações em tempo real.
Seu nome e logotipo vem a partir de um cão robô na série de TV britânica Doctor Who.
O código-fonte foi publicado pela primeira vez ao seu repositório git em 27 de outubro de 2008 por Jesse Vincent e os primeiros binários foram divulgados ao público no site do Google Code do mesmo mês.

## Características
- Funciona com contas IMAP, POP3 e *Exchange 2003/2007 (com WebDAV)
- Sincronização de pasta
- Criptografia com APG/com suporte OpenKeychain
- Assinaturas
- Cartão de Memória SD

## Recepção
Este aplicativo já foi baixado da Google Play Store entre 5 milhões e 10 milhões de vezes desde o seu lançamento e foi avaliado por mais de 40.000 pessoas com 4 ou 5 estrelas. Tem sido amplamente revisto e elogiado na mídia como um substituto para o aplicativo de email padrão.